# Лейн (окръг, Канзас)
Окръг Лейн (на английски: Lane County) е окръг в щата Канзас, Съединени американски щати. Площта му е 1857 km², а населението - 1894 души. Административен център е град Дайтън.